# Dąbrowa Góra (Pojezierze Kaszubskie)
Dąbrowa Góra – wzniesienie o wysokości 210 m n.p.m. na Pojezierzu Kaszubskim, położone w woj. pomorskim, w powiecie wejherowskim, na obszarze gminy Łęczyce.
Charakterystyczną cechą wzniesienia jest duża jak na Pomorze, różnica wysokości względnych na kierunku północnym i północno-zachodnim. Różnica między szczytem wzniesienia i dnem pradoliny rzeki Łeby na wymienionym kierunku przekracza 170 m, a miejscami dochodzi nawet do 180 m.
Na południowy zachód w odległości ok. 2 km leży wieś Rozłazino. Zaś 
na wschód od wzniesienia Dąbrowa Góra przepływa Jeżowska Struga, jak również znajduje się sąsiednie wzgórze Kruszewie (158,2 m n.p.m.).
Na polskiej mapie wojskowej z 1937 r. oznaczając wzniesienie podano polski egzonim Dąbrowa Góra. Nazwę Dąbrowa Góra wprowadzono urzędowo w 1949 roku, zastępując poprzednią niemiecką nazwę Dombrowa Berg.